# 8 Hores de Suzuka
Les 8 Hores de Suzuka (oficialment, en japonès: 鈴鹿8時間耐久ロードレース 'Cursa de resistència en carretera de 8 hores de Suzuka' i en anglès: Coca-Cola Suzuka 8 hours) són una cursa motociclista de resistència que se celebra anualment des de 1978 al circuit de Suzuka, al Japó. La cursa dura vuit hores seguides i els equips participants estan formats per dos o més pilots que s'alternen al comandament de la motocicleta durant les aturades a boxes.

## Història

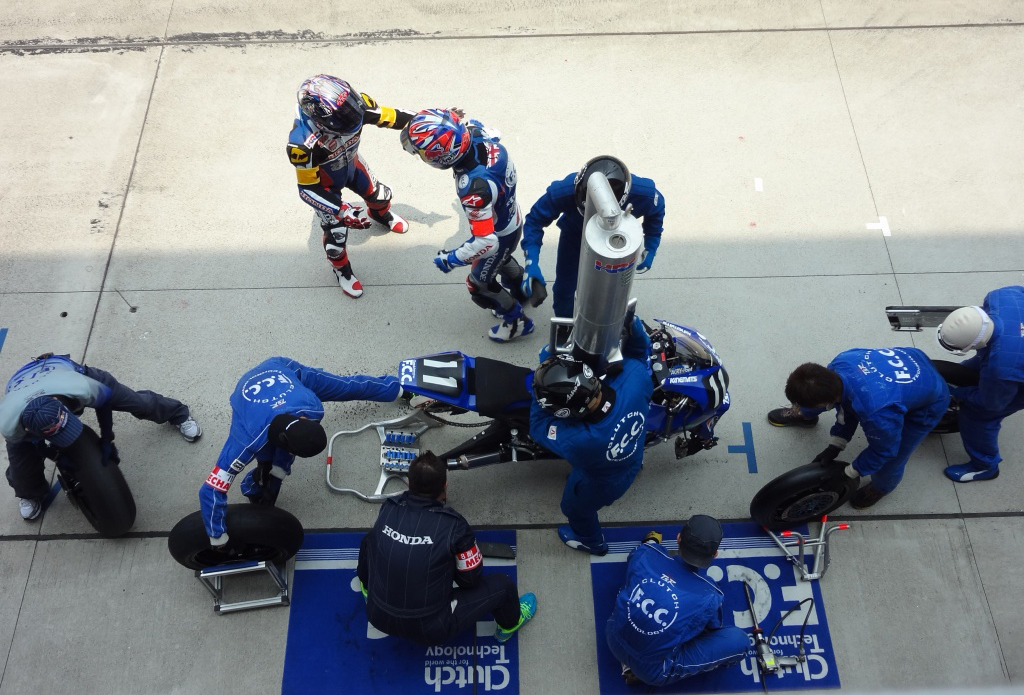
Una aturada a boxes de l'equip FCC TSR-Honda a l'edició del 2012

La prova va començar el 1978 com a cursa de prototips de motocicletes del tipus "Fórmula 1" del Tourist Trophy (TT-F1), de manera que els quatre grans fabricants japonesos (Honda, Kawasaki, Suzuki i Yamaha), que disposaven de recursos d'enginyeria il·limitats, podien fer-los servir a la pista.
Al punt àlgid de l'esdeveniment, durant la dècada del 1980, la cursa atreia més de 130.000 espectadors, mentre que actualment n'atrau vora 85.000. La xifra d'assistència rècord és de 160.000 el 1990.
Al llarg dels anys, la cursa ha anat passant per diversos canvis de regles d'acord amb la FIM, entre elles la restricció de la cilindrada a 750 cc per a les motos de F1. El 1993 es va produir un canvi important: a causa de l'alta popularitat de les curses de Superbike, que havien estat una classe de suport en les edicions anteriors, les 8 Hores van passar a centrar-se en aquesta mena de motocicletes i la classe de Fórmula 1, que en aquells moments era la principal de la cursa, se n'eliminà del tot. Una altra categoria que s'hi va incloure és la Naked (per a motos sense carenat, similars a les de tipus streetfighter).
La prova forma part del Campionat del Món de Resistència i, tret del 2005, a causa de la gran importància que els quatre grans fabricants japonesos donen a la cursa, les entitats federatives van fixar una data que evités coincidències amb qualsevol altra de les curses importants del campionat.

## Pilots destacats
Un dels principals atractius de les 8 Hores de Suzuka és que normalment compta amb pilots estrella dels equips de curses de MotoGP i Superbike d'arreu del món. No és estrany que un pilot tingui estipulat el requisit de participació a les 8 Hores al seu contracte quan entra en un equip de fàbrica de MotoGP o Superbike. Si aquest pilot obté èxits destacats a la seva categoria durant la temporada, normalment negocia la retirada del contracte d'aquesta clàusula. A la majoria dels pilots d'alt nivell no els agrada córrer-hi perquè trenca la seva progressió a mitja temporada i perquè els esgota físicament. Mick Doohan és un exemple d'un d'aquests pilots que va córrer les 8 Hores al començament de la seva carrera, però al qual se li van eliminar les obligacions contractuals amb la cursa després del seu important èxit al mundial de 500cc.

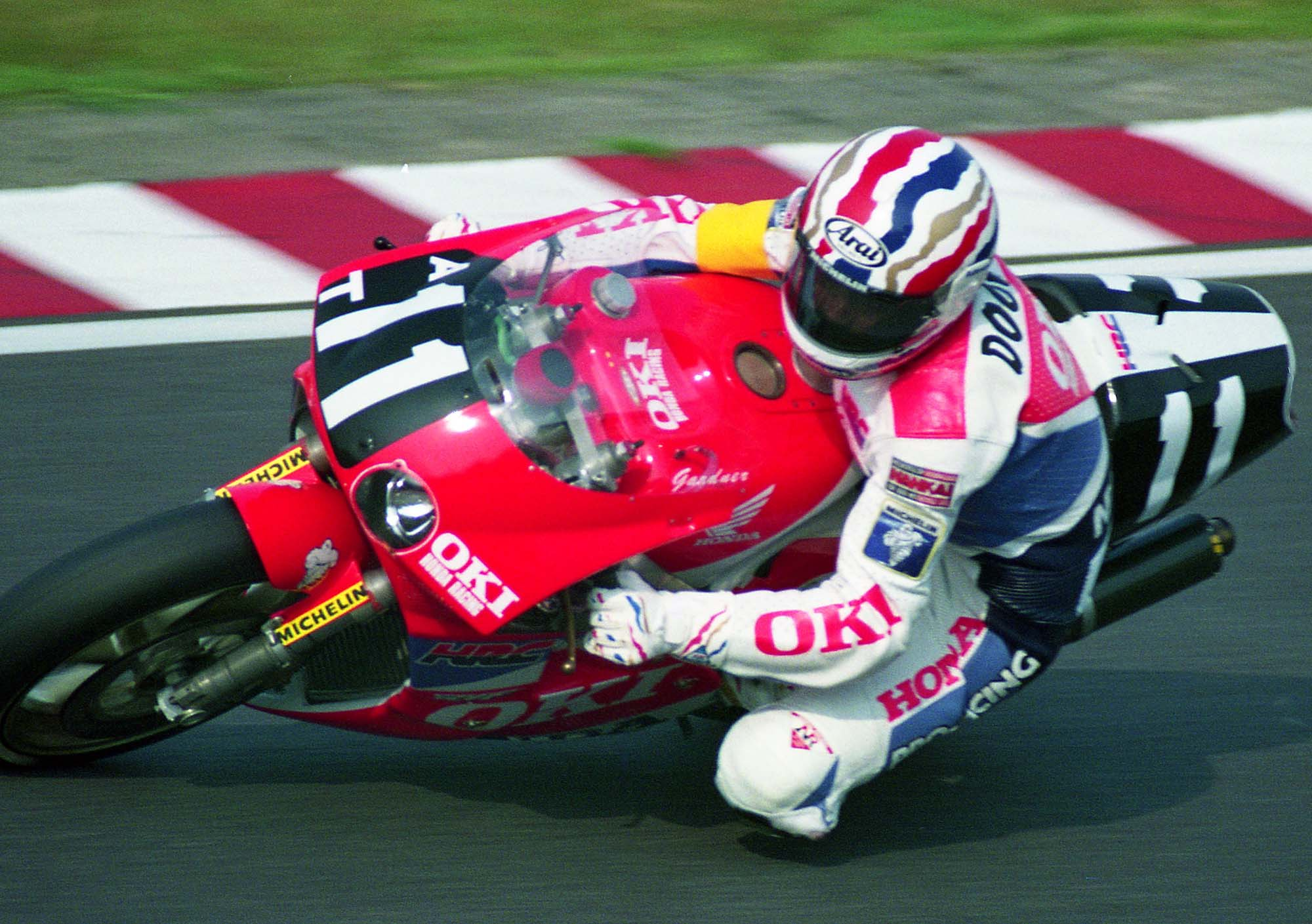
Mick Doohan a l'edició de 1990

D'altra banda, els pilots japonesos d'alt nivell tornen a la cursa anualment, ja que al seu país la prova és considerada un dels esdeveniments esportius de motor més importants del calendari. Com que les 8 Hores de Suzuka formen part del Campionat del món de resistència de la FIM, la seva prioritat al calendari internacional la converteix en una de les més crucials del calendari.
Del 2003 al 2013, en què la prova coincidia amb el Gran Premi dels Estats Units de Laguna Seca, els guanyadors de la cursa havien estat gairebé exclusivament japonesos, amb l'assistència de només una estrella ocasional de nivell internacional a la cursa, ja que la ronda de Laguna Seca entrava en conflicte amb les 8 Hores o bé se celebrava pocs dies després. Del 2002 al 2014, només les estrelles del mundial de Superbike varen participar en l'esdeveniment i quatre pilots europeus el varen guanyar (l'equip de tres pilots del 2013 estava format majoritàriament per pilots europeus).
Un cop retirada la cursa de Laguna Seca, les estrelles de MotoGP han tornat a participar en les 8 Hores. Yamaha les va guanyar el 2015 amb un equip format per Bradley Smith, Katsuyuki Nakasuga (aleshores un pilot de MotoGP) i Pol Espargaró (campió de Moto2 del 2013). El doble campió de MotoGP Casey Stoner també va abandonar momentàniament el seu retir aquell any per a córrer-hi per a Honda, al costat de Michael van der Mark i Takumi Takahashi. El seu equip liderava la cursa fins que Stoner es va estavellar quan el seu accelerador es va quedar enganxat, provocant-li fractura de tíbia i espatlla. Espargaró i Nakasuga (ara només com a pilot de proves de Yamaha) van repetir l'èxit el 2016 amb Alex Lowes com a tercer pilot. Nakasuga va guanyar la cursa per tercera vegada consecutiva el 2017 amb Alex Lowes i Michael van der Mark, cosa que el va convertir en el segon a guanyar tres edicions consecutives de la prova, després que Aaron Slight aconseguís aquesta gesta durant la dècada del 1990.

## Llista de guanyadors
A 30 de desembre de 2024
| Any  | Núm. | Equip                          | Pilots                                             | Fabricant | Motocicleta    | Voltes | Temps       |
| ---- | ---- | ------------------------------ | -------------------------------------------------- | --------- | -------------- | ------ | ----------- |
| 1978 | 2    | Yoshimura Racing               | Wes Cooley Mike Baldwin                            | Suzuki    | GS1000         | 194    | 8:02'51"53  |
| 1979 | 6    | Honda Australia                | Tony Hatton Michael Cole                           | Honda     | CB900          | 197    | 8:00'23"78  |
| 1980 | 12   | Yoshimura R&D                  | Wes Cooley Graeme Crosby                           | Suzuki    | GS1000         | 200    | 8:01'03"54  |
| 1981 | 1    | Honda France                   | Mike Baldwin David Aldana                          | Honda     | RS1000         | 199    | 8:00'47"12  |
| 1982 | 27   | Blue Helmet MSC                | Shigeo Iijima Shinji Hagiwara                      | Honda     | CB900F         | 120    | 6:02'55"83  |
| 1983 | 6    | HB Suzuki France               | Hervé Moineau Richard Hubin                        | Suzuki    | GS1000R        | 190    | 8:02'29"32  |
| 1984 | 1    | Honda America                  | Mike Baldwin Fred Merkel                           | Honda     | RS750R         | 191    | 8:01'30"35  |
| 1985 | 3    | Team HRC                       | Wayne Gardner Masaki Tokuno                        | Honda     | RVF750         | 195    | 8:01'40"102 |
| 1986 | 4    | Team HRC                       | Wayne Gardner Dominique Sarron                     | Honda     | RVF750         | 197    | 8:01'30"738 |
| 1987 | 21   | Shiseido Tech 21 Racing Team   | Martin Wimmer Kevin Magee                          | Yamaha    | YZF750         | 200    | 8:01'30"045 |
| 1988 | 3    | Team Lucky Strike Roberts      | Kevin Magee Wayne Rainey                           | Yamaha    | YZF750         | 202    | 8:02'21"384 |
| 1989 | 2    | Beams Honda with Ikuzawa       | Dominique Sarron Alex Vieira                       | Honda     | RVF750         | 202    | 7:58'34"328 |
| 1990 | 21   | Shiseido Tech 21 Racing Team   | Tadahiko Taira Eddie Lawson                        | Yamaha    | YZF750         | 205    | 7:57'35"859 |
| 1991 | 11   | Oki Honda Racing Team          | Wayne Gardner Mick Doohan                          | Honda     | RVF750         | 192    | 7:59'25"924 |
| 1992 | 11   | Oki Honda Racing Team          | Wayne Gardner Daryl Beattie                        | Honda     | RVF750         | 208    | 8:00'07"117 |
| 1993 | 1    | Itoham Racing Kawasaki         | Scott Russell Aaron Slight                         | Kawasaki  | ZXR-7          | 207    | 8:01'13"713 |
| 1994 | 11   | Team HRC                       | Doug Polen Aaron Slight                            | Honda     | RC45           | 183    | 6:52'49"056 |
| 1995 | 11   | Team HRC                       | Aaron Slight Tadayuki Okada                        | Honda     | RC45           | 212    | 8:00'00"468 |
| 1996 | 45   | Yamaha Racing Team             | Colin Edwards Noriyuki Haga                        | Yamaha    | YZF750         | 214    | 8:02'06"411 |
| 1997 | 33   | Hori-Pro Honda with HARC       | Shinichi Itoh Tohru Ukawa                          | Honda     | RC45           | 186    | 8:02'03"722 |
| 1998 | 33   | Lucky Strike Honda & Iwaki     | Shinichi Itoh Tohru Ukawa                          | Honda     | RC45           | 212    | 8:01'54"740 |
| 1999 | 4    | Lucky Strike Honda             | Tadayuki Okada Alex Barros                         | Honda     | RC45           | 213    | 8:01'59"918 |
| 2000 | 4    | Team Cabin Honda               | Tohru Ukawa Daijiro Kato                           | Honda     | VTR1000SPW     | 215    | 8:00'31"775 |
| 2001 | 11   | Team Cabin Honda               | Valentino Rossi Colin Edwards                      | Honda     | VTR1000SPW     | 217    | 8:01'30"173 |
| 2002 | 11   | Team Cabin Honda               | Daijiro Kato Colin Edwards                         | Honda     | VTR1000SPW     | 219    | 8:02'04"992 |
| 2003 | 71   | Team Sakurai Honda             | Yukio Nukumi Manabu Kamada                         | Honda     | VTR1000SPW     | 212    | 8:00'38"909 |
| 2004 | 7    | Seven Stars Racing             | Tohru Ukawa Hitoyasu Izutsu                        | Honda     | CBR1000RRW     | 210    | 8:01'35"115 |
| 2005 | 7    | Seven Stars Racing             | Tohru Ukawa Ryuichi Kiyonari                       | Honda     | CBR1000RRW     | 204    | 8:01'22"351 |
| 2006 | 778  | F.C.C.-TSR ZIP-FM Racing       | Takeshi Tsujimura Shinichi Itoh                    | Honda     | CBR1000RRW     | 214    | 8:02'07"624 |
| 2007 | 34   | Yoshimura Suzuki with JOMO     | Yukio Kagayama Kousuke Akiyoshi                    | Suzuki    | S-GSX-R1000    | 216    | 8:01'35"077 |
| 2008 | 11   | Dream Honda Racing             | Ryuichi Kiyonari Carles Checa                      | Honda     | CBR1000RRW     | 214    | 8:00'20"726 |
| 2009 | 12   | Yoshimura Suzuki with JOMO     | Daisaku Sakai Kazuki Tokudome Nobuatsu Aoki        | Suzuki    | S-GSX-R1000    | 183    | 8:01'59"916 |
| 2010 | 634  | MuSASHi RT HARC-PRO.           | Takumi Takahashi Ryuichi Kiyonari Takaaki Nakagami | Honda     | CBR1000RRW     | 215    | 8:01'13.428 |
| 2011 | 11   | F.C.C.-TSR Honda               | Kousuke Akiyoshi Ryuichi Kiyonari Shinichi Itoh    | Honda     | CBR1000RRW     | 217    | 8:00'50.922 |
| 2012 | 11   | F.C.C.-TSR Honda               | Kousuke Akiyoshi Tadayuki Okada Jonathan Rea       | Honda     | CBR1000RRW     | 215    | 8:01'35.450 |
| 2013 | 634  | MuSASHi RT HARC-PRO.           | Takumi Takahashi Michael van der Mark Leon Haslam  | Honda     | CBR1000RRW     | 214    | 8:00'01.280 |
| 2014 | 634  | MuSASHi RT HARC-PRO.           | Takumi Takahashi Michael van der Mark Leon Haslam  | Honda     | CBR1000RRW     | 172    | 6:56'13.056 |
| 2015 | 21   | Yamaha Factory Racing Team     | Katsuyuki Nakasuga Bradley Smith Pol Espargaró     | Yamaha    | YZF-R1         | 204    | 8:00'29.708 |
| 2016 | 21   | Yamaha Factory Racing Team     | Katsuyuki Nakasuga Alex Lowes Pol Espargaró        | Yamaha    | YZF-R1         | 218    | 8:00'40.124 |
| 2017 | 21   | Yamaha Factory Racing Team     | Katsuyuki Nakasuga Alex Lowes Michael van der Mark | Yamaha    | YZF-R1         | 216    | 8:00'32.959 |
| 2018 | 21   | Yamaha Factory Racing Team     | Katsuyuki Nakasuga Alex Lowes Michael van der Mark | Yamaha    | YZF-R1         | 199    | 8:00'01.728 |
| 2019 | 10   | Kawasaki Racing Team Suzuka 8H | Jonathan Rea Leon Haslam Toprak Razgatlıoğlu       | Kawasaki  | Ninja ZX-10RR  | 216    | 7:55'36.613 |
| 2022 | 33   | Honda Team HRC                 | Tetsuta Nagashima Takumi Takahashi Iker Lecuona    | Honda     | CBR1000RR-R SP | 214    | 8:02'09.131 |
| 2023 | 33   | Honda Team HRC with Japan Post | Tetsuta Nagashima Takumi Takahashi Xavi Vierge     | Honda     | CBR1000RR-R SP | 214    | 8:00'01.00  |
| 2024 | 30   | Honda Team HRC with Japan Post | Takumi Takahashi Johann Zarco Teppei Nagoe         | Honda     | CBR1000RR-R SP | 220    | 8:01'29.69  |

### Per fabricant
| Victòries | Fabricant |
| --------- | --------- |
| 30        | Honda     |
| 8         | Yamaha    |
| 5         | Suzuki    |
| 2         | Kawasaki  |